# Anopheles squamosus
Anopheles squamosus är en tvåvingeart som beskrevs av Theobald 1901. Anopheles squamosus ingår i släktet Anopheles och familjen stickmyggor. Inga underarter finns listade i Catalogue of Life.